# Istoria limbii spaniole
Limba spaniolă este o limbă romanică, ce înseamnă că s-a dezvoltat din latină vulgară. În istoria sa lungă, a fost influențată de către multe alte limbi, mai notabil arabă și bască. Caracteristicile tipice ale fonologiei diacronice spaniole includ, între multe, leniție, palatalizație și diftongizație. Schimbări de astfel au avut loc și în celelalte limbi romanice.
Limba spaniolă standard este și numită „castiliană”. În forma sa documentată cea mai veche, până la secolul XV, este cunoscută că castiliană veche sau spaniolă medievală. De la începuturile secolului XVI, se vorbește despre spaniolă modernă. Uneori, se refera la spaniola secolelor XVI și XVII folosind denumire spaniolă clasică datorită meritelor din domeniul literaturii. Diferit de engleză sau franceză, de obicei nu se distinge o perioadă „medie” în dezvoltarea limbii.

## Începuturi

Spaniola a originat din dialecte ale latinei vulgare folosite în Peninsula Iberică septentrională după căderea Imperiului Roman Apusean între secolul VIII și secolul IX. Urmând reconquista, s-a așternut de pe sud, înlocuind sau absorbând graiurile locale și împrumutând multe cuvinte din limbile arabă și mozarabă (ambele au dispărut din Peninsula Iberică în cursul secolului XVI)
Prestigiul Castiliei Vechi și al limbii sale fu răspândit parțial datorită faptelor de arme a eroilor castilieni în timpul reconquistei și operelor literare despre ei, recitate în castiliană chiar în afara teritoriului Regatului Castiliei. Cea mai cunoscută din aceste opere este „Cântecul Cidului” (Cantar de mio Cid), despre Rodrigo Díaz de Vivar.

## Istoria externă
Limba spaniolă standard este, de asemenea, numită castiliană în varianta sa originală și pentru a o deosebi de alte limbi originale din alte părți ale Spaniei, cum ar fi Galiciană, Catalană, Bască etc. În cea mai veche formă documentată și până în secolul al XV-lea, limba este denumită în mod obișnuit limba spaniolă veche. De la aproximativ secolul al XVI-lea, se numește spaniola modernă. Limba spaniolă din secolele XVI și XVII este uneori numită spaniolă "clasică", referindu-se la realizările literare ale acelei perioade. Spre deosebire de limbile engleză și franceză, nu este obișnuit să se vorbească despre o etapă "intermediară" în dezvoltarea spaniolă.